# Куфическое письмо
Куфи́ческое письмо́ (араб. الخط كوفي‎ al-Ḫaṭṭ al-kufi — куфический почерк) — один из старейших видов арабского письма, созданный в конце VIII века после основания двух иракских городов — Басра и Эль-Куфа. Куфическое письмо сыграло большую роль в дальнейшем развитии всей арабской каллиграфии.

## История

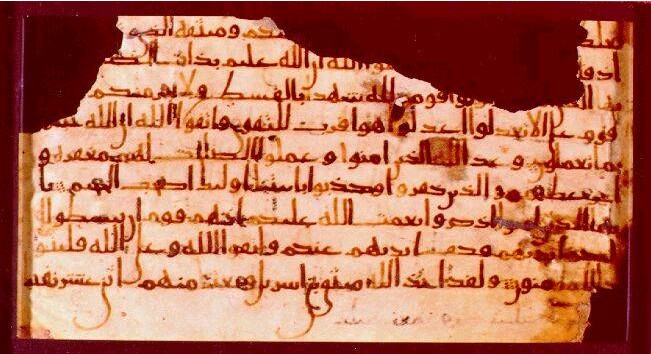
Ранняя куфическая рукопись Корана VII века, хранящаяся в музее Дом Корана

Примерно до XI века куфический стиль был основным, использовавшимся для копирования Корана. Ярким примером такого является Синий Коран. С X века куфическое письмо постепенно вытеснялось более лёгким и быстрым — скорописью насх с размашистыми росчерками. Куфические надписи можно видеть на архитектурных фризах, облицованных глазурованными изразцами, в резьбе по ганчу и т. д. Постепенно декоративные надписи теряли информационный смысл, и с XIX века их стали называть эпиграфическим орнаментом.

## Стиль

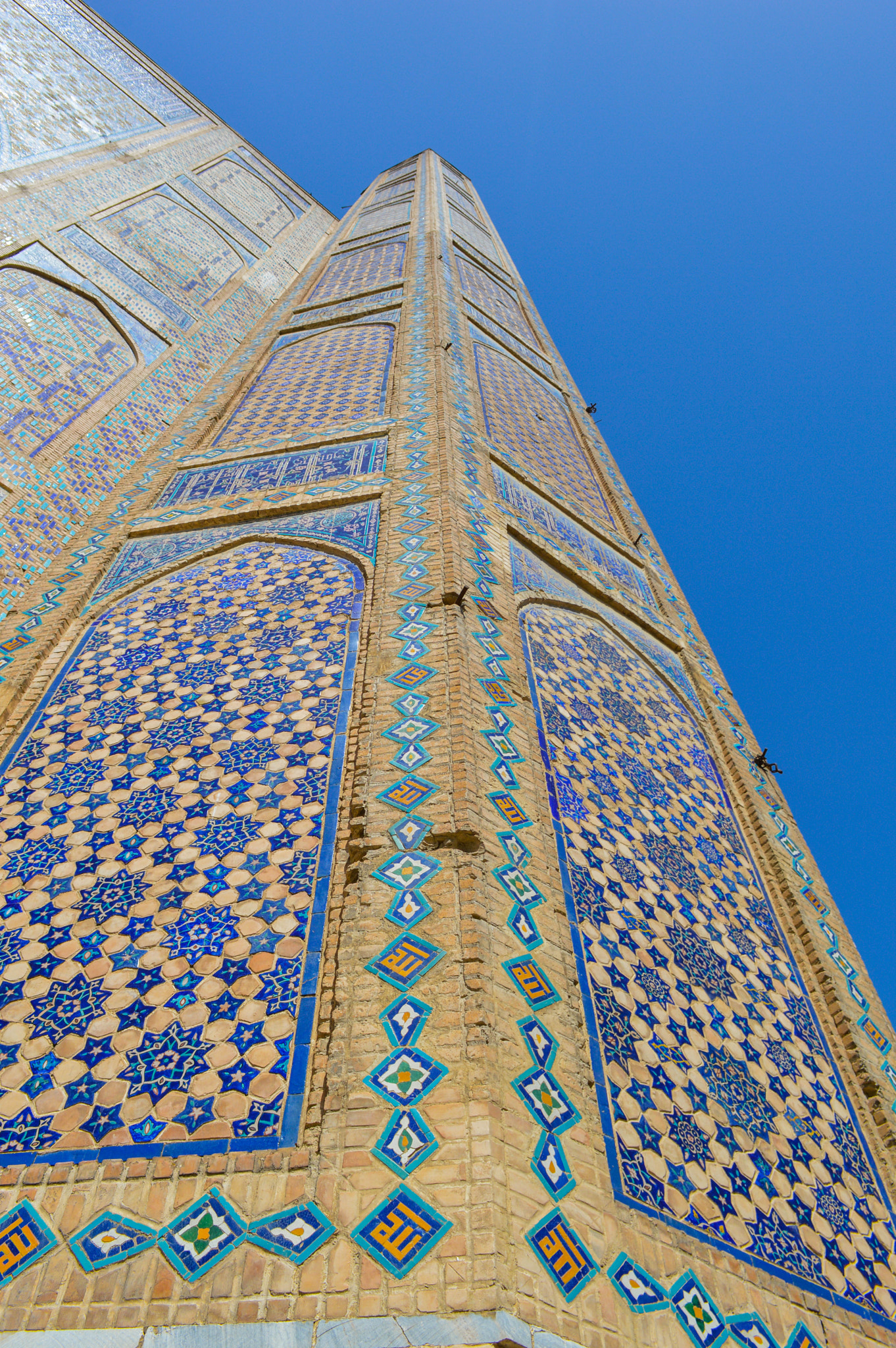
Куфическое письмо в оформлении экстерьера здания тимуридской архитектуры (слово Аллах в ромбе)

Куфический стиль письма имеет очень чёткие, специфические геометрические пропорции. Угловатость и ширина букв строго выдержана, вертикальные линии слабо выражены, буквы вытянуты по горизонтали. Куфическое письмо используется для надписей на горизонтальных поверхностях. Оно универсально подходит для росписи любых материалов: металла, шёлка, стекла, керамики, дерева и т. д.

## Модификации
Развитие куфического письма привело к возникновению многих его модификаций, наиболее яркими из которых являются:
- Куфия аль-мухаммаль — сложное переплетение росчерков, наложение надписи на растительную и геометрическую композицию;
- Куфия аль-музаффар — особое сочетание и игра букв на выделенных глубоких вертикалях;
- Куфия аль-хандаси — композиция строится на сочетании слов с геометрическими формами (кругом, квадратом, треугольником)[3].

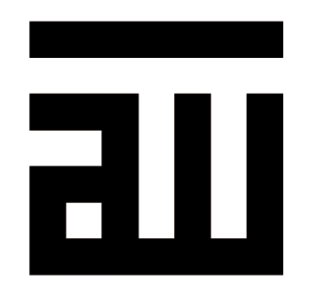
«Аллах» (квадратный куфи)
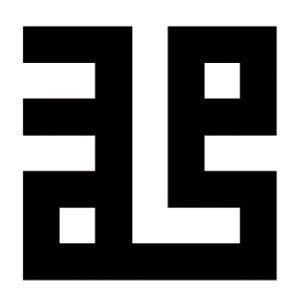
«Мухаммед» (квадратный куфи)
«Али» (квадратный куфи)
Печать ИГ
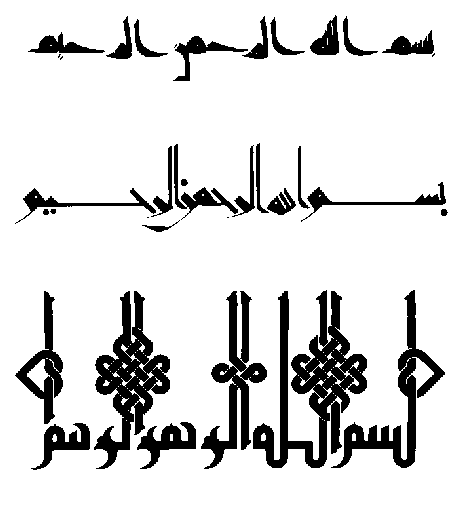
Басмала (разные стили)